# Vòng loại Giải vô địch bóng đá thế giới 1994 – Khu vực châu Âu (Bảng 2)
Các trận đấu vòng loại Bảng 2 của khu vực châu Âu (UEFA) trong vòng loại giải vô địch bóng đá thế giới 1994 diễn ra từ tháng 9 năm 1992 đến tháng 11 năm 1993. Các đội thi đấu theo thể thức sân nhà - sân khách với đội đứng nhất và đứng nhì giành 2 trong 12 suất tham dự vòng chung kết giải đấu được phân bổ cho khu vực châu Âu. Bảng 2 bao gồm Anh, Hà Lan, Na Uy, Ba Lan, San Marino, và Thổ Nhĩ Kỳ.

## Bảng xếp hạng
| VT | Đội        | ST | T | H | B | BT | BB | HS  | Đ  | Giành quyền tham dự                                    |     |     |     |     |     |     |      |
| -- | ---------- | -- | - | - | - | -- | -- | --- | -- | ------------------------------------------------------ | --- | --- | --- | --- | --- | --- | ---- |
| 1  | Na Uy      | 10 | 7 | 2 | 1 | 25 | 5  | +20 | 16 | Giành quyền tham dự Giải vô địch bóng đá thế giới 1994 |     | —   | 2–1 | 2–0 | 1–0 | 3–1 | 10–0 |
| 2  | Hà Lan     | 10 | 6 | 3 | 1 | 29 | 9  | +20 | 15 | Giành quyền tham dự Giải vô địch bóng đá thế giới 1994 |     | 0–0 | —   | 2–0 | 2–2 | 3–1 | 6–0  |
| 3  | Anh        | 10 | 5 | 3 | 2 | 26 | 9  | +17 | 13 |                                                        |     | 1–1 | 2–2 | —   | 3–0 | 4–0 | 6–0  |
| 4  | Ba Lan     | 10 | 3 | 2 | 5 | 10 | 15 | −5  | 8  |                                                        | 0–3 | 1–3 | 1–1 | —   | 1–0 | 1–0 |      |
| 5  | Thổ Nhĩ Kỳ | 10 | 3 | 1 | 6 | 11 | 19 | −8  | 7  |                                                        | 2–1 | 1–3 | 0–2 | 2–1 | —   | 4–1 |      |
| 6  | San Marino | 10 | 0 | 1 | 9 | 2  | 46 | −44 | 1  |                                                        | 0–2 | 0–7 | 1–7 | 0–3 | 0–0 | —   |      |

### Kết quả
| Na Uy                                                                                  | 10–0     | San Marino |
| -------------------------------------------------------------------------------------- | -------- | ---------- |
| Rekdal 4', 79' · Halle 6', 53', 70' · Sørloth 15', 22' · Nilsen 46', 67' · Mykland 74' | Chi tiết |            |

| Na Uy                           | 2–1      | Hà Lan       |
| ------------------------------- | -------- | ------------ |
| Rekdal 9' (ph.đ.) · Sørloth 78' | Chi tiết | Bergkamp 10' |

| Ba Lan      | 1–0      | Thổ Nhĩ Kỳ |
| ----------- | -------- | ---------- |
| Wałdoch 33' | Chi tiết |            |

| San Marino | 0–2      | Na Uy                 |
| ---------- | -------- | --------------------- |
|            | Chi tiết | Jakobsen 7' · Flo 19' |

| Anh       | 1–1      | Na Uy      |
| --------- | -------- | ---------- |
| Platt 55' | Chi tiết | Rekdal 77' |

| Hà Lan              | 2–2      | Ba Lan                        |
| ------------------- | -------- | ----------------------------- |
| Van Vossen 43', 48' | Chi tiết | Koźmiński 19' · Kowalczyk 21' |

| Thổ Nhĩ Kỳ                            | 4–1      | San Marino     |
| ------------------------------------- | -------- | -------------- |
| Hakan 37', 89' · Orhan 87' · Hami 90' | Chi tiết | Bacciocchi 53' |

| Anh                                           | 4–0      | Thổ Nhĩ Kỳ |
| --------------------------------------------- | -------- | ---------- |
| Gascoigne 16', 61' · Shearer 28' · Pearce 60' | Chi tiết |            |

| Thổ Nhĩ Kỳ | 1–3      | Hà Lan                           |
| ---------- | -------- | -------------------------------- |
| Feyyaz 61' | Chi tiết | Van Vossen 57', 87' · Gullit 59' |

| Anh                                                   | 6–0      | San Marino |
| ----------------------------------------------------- | -------- | ---------- |
| Platt 13', 24', 67', 83' · Palmer 78' · Ferdinand 86' | Chi tiết |            |

| Hà Lan                          | 3–1      | Thổ Nhĩ Kỳ         |
| ------------------------------- | -------- | ------------------ |
| Overmars 4' · Witschge 37', 57' | Chi tiết | Feyyaz 36' (ph.đ.) |

| San Marino | 0–0      | Thổ Nhĩ Kỳ |
| ---------- | -------- | ---------- |
|            | Chi tiết |            |

| Hà Lan                                                                                          | 6–0      | San Marino |
| ----------------------------------------------------------------------------------------------- | -------- | ---------- |
| Van den Brom 2' · Canti 29' (l.n.) · de Wolf 52', 85' · R. de Boer 68' (ph.đ.) · Van Vossen 78' | Chi tiết |            |

| Thổ Nhĩ Kỳ | 0–2      | Anh                      |
| ---------- | -------- | ------------------------ |
|            | Chi tiết | Platt 7' · Gascoigne 45' |

| Anh                   | 2–2      | Hà Lan                                |
| --------------------- | -------- | ------------------------------------- |
| Barnes 2' · Platt 23' | Chi tiết | Bergkamp 34' · Van Vossen 85' (ph.đ.) |

| Na Uy                                            | 3–1      | Thổ Nhĩ Kỳ |
| ------------------------------------------------ | -------- | ---------- |
| Rekdal 14' (ph.đ.) · Fjørtoft 17' · Jakobsen 55' | Chi tiết | Feyyaz 57' |

| Ba Lan     | 1–0      | San Marino |
| ---------- | -------- | ---------- |
| Furtok 70' | Chi tiết |            |

| San Marino | 0–3      | Ba Lan                             |
| ---------- | -------- | ---------------------------------- |
|            | Chi tiết | Leśniak 52', 80' · K. Warzycha 56' |

| Ba Lan       | 1–1      | Anh           |
| ------------ | -------- | ------------- |
| Adamczuk 36' | Chi tiết | I. Wright 84' |

| Na Uy                         | 2–0      | Anh |
| ----------------------------- | -------- | --- |
| Leonhardsen 43' · Bohinen 48' | Chi tiết |     |

| Hà Lan | 0–0      | Na Uy |
| ------ | -------- | ----- |
|        | Chi tiết |       |

| Anh                                       | 3–0      | Ba Lan |
| ----------------------------------------- | -------- | ------ |
| Ferdinand 5' · Gascoigne 49' · Pearce 53' | Chi tiết |        |

| Na Uy   | 1–0      | Ba Lan |
| ------- | -------- | ------ |
| Flo 55' | Chi tiết |        |

| San Marino | 0–7      | Hà Lan                                                                       |
| ---------- | -------- | ---------------------------------------------------------------------------- |
|            | Chi tiết | Bosman 1', 66', 76' · Jonk 21', 43' · R. de Boer 51' · R. Koeman 79' (ph.đ.) |

| Hà Lan                       | 2–0      | Anh |
| ---------------------------- | -------- | --- |
| R. Koeman 62' · Bergkamp 68' | Chi tiết |     |

| Ba Lan | 0–3      | Na Uy                                |
| ------ | -------- | ------------------------------------ |
|        | Chi tiết | Flo 61' · Fjørtoft 63' · Johnsen 89' |

| Thổ Nhĩ Kỳ                | 2–1      | Ba Lan        |
| ------------------------- | -------- | ------------- |
| Hakan 52' · K. Bülent 67' | Chi tiết | Kowalczyk 18' |

| Thổ Nhĩ Kỳ       | 2–1      | Na Uy       |
| ---------------- | -------- | ----------- |
| Ertuğrul 5', 26' | Chi tiết | Bohinen 48' |

| Ba Lan      | 1–3      | Hà Lan                             |
| ----------- | -------- | ---------------------------------- |
| Leśniak 14' | Chi tiết | Bergkamp 10', 56' · R. de Boer 88' |

| San Marino   | 1–7      | Anh                                                          |
| ------------ | -------- | ------------------------------------------------------------ |
| Gualtieri 1' | Chi tiết | I. Wright 34', 46', 78', 90' · Ince 22', 73' · Ferdinand 38' |

## Cầu thủ ghi bàn
7 bàn
| - David Platt |

6 bàn
| - Peter van Vossen |

5 bàn
| - Ian Wright | - Dennis Bergkamp | - Kjetil Rekdal |

4 bàn
| - Paul Gascoigne |

3 bàn
| - Les Ferdinand - John Bosman - Ronald de Boer | - Jostein Flo - Gunnar Halle - Gøran Sørloth | - Marek Leśniak - Feyyaz Uçar - Hakan Şükür |

2 bàn
| - Paul Ince - Stuart Pearce - John de Wolf - Wim Jonk | - Ronald Koeman - Rob Witschge - Lars Bohinen - Jan Åge Fjørtoft | - Mini Jakobsen - Roger Nilsen - Wojciech Kowalczyk - Ertuğrul Sağlam |

1 bàn
| - John Barnes - Carlton Palmer - Alan Shearer - Ruud Gullit - Marc Overmars - John van den Brom - Ronny Johnsen | - Oyvind Leonhardsen - Erik Mykland - Dariusz Adamczuk - Marek Koźmiński - Jan Furtok - Tomasz Wałdoch - Krzysztof Warzycha | - Davide Gualtieri - Nicola Bacciocchi - Bülent Korkmaz - Hami Mandıralı - Orhan Çıkırıkçı |

1 bàn phản lưới nhà
| - Nicola Bacciocchi (trong trận gặp Hà Lan) |